# Rietgrasroest
De rietgrasroest (Puccinia sessilis) is een roest die behoort tot de familie Pucciniaceae. De schimmel is een biotrofe parasiet. Hij infecteert vaak de gevlekte aronskelk (Arum maculatum) en daslook (Allium ursinum) en veroorzaakt gele tot oranje ronde vlekken op bladeren. Aan de onderkant produceert hij verhoogde oranje aecia die vaak bedekt zijn met sporen.
Andere soorten die door deze roest worden aangetast zijn onder meer het lelietje-van-dalen (Convallaria majalis), de bosorchis (Dactylorhiza fuchsii), de vleeskleurige orchis (Dactylorhiza incarnata), de brede orchis (Dactylorhiza majalis), de grote muggenorchis (Gymnadenia conopsea), de grote keverorchis (Neottia ovata), eenbes (Paris quadrifolia) en rietgras (Phalaris arundinacea). Op rietgras worden telia en uredia gevormd.
Een gespecialiseerde vorm, Puccinia sessilis f.sp. narcis-orchidaceae Boerema & Kesteren (Aecidium narcissi) is een veroorzaker van roest bij narcissen (Narcissus) en diverse wilde orchideeën.

## Kenmerken
Spermogonia
De spermogonia komen voor aan beide kanten van het blad. Ze staan tussen de aecia en zijn roodgeel.
Aecia
De aecia bevinden zich aan de onderzijde van het blad en groeien vaak in cirkelvormige groepjes. Ze hebben 18–25 × 15–20 µm grote, ellipsvormige tot bolvormige en hyaliene-gelige aeciosporen. De dunne celwand is 1 tot 1,5 µm dik.
Uredia
De kaneelbruine uredia van de soort groeien aan weerszijden van de bladeren van de waardplant. Hun goudbruine tot kaneelbruine uredosporen zijn meestal breed ellipsoïde tot eivormig, 20-28 × 18-24 µm groot en fijn stekelig. Ze hebben ongeveer zeven verspreid staande kiemporen.
Telia
De telia van de soort, die aan beide kanten van het blad groeit, is zwart en lang bedekt. Soms vloeien meerdere telia samen tot een geheel. De licht hazelaarbruine teliosporen van de schimmel zijn tweecellig, meestal lang clavaat tot langwerpig en 35-52 × 15-22 µm groot.

## Verspreiding
De rietgrasroest komt voor in het hele Holarctisch gebied. In Nederland komt hij matig algemeen voor.

## Parasitering
Rietgrasroest wordt geparasiteerd door onder andere de hyperparasitaire galmug Mycodiplosis sp. en de schimmel Tuberculina persicina. De larven van Mycodiplosis sp. vreten van de urediniosporen, teliosporen en aeciosporen op onder andere gevlekte aronskelk.

## Foto's

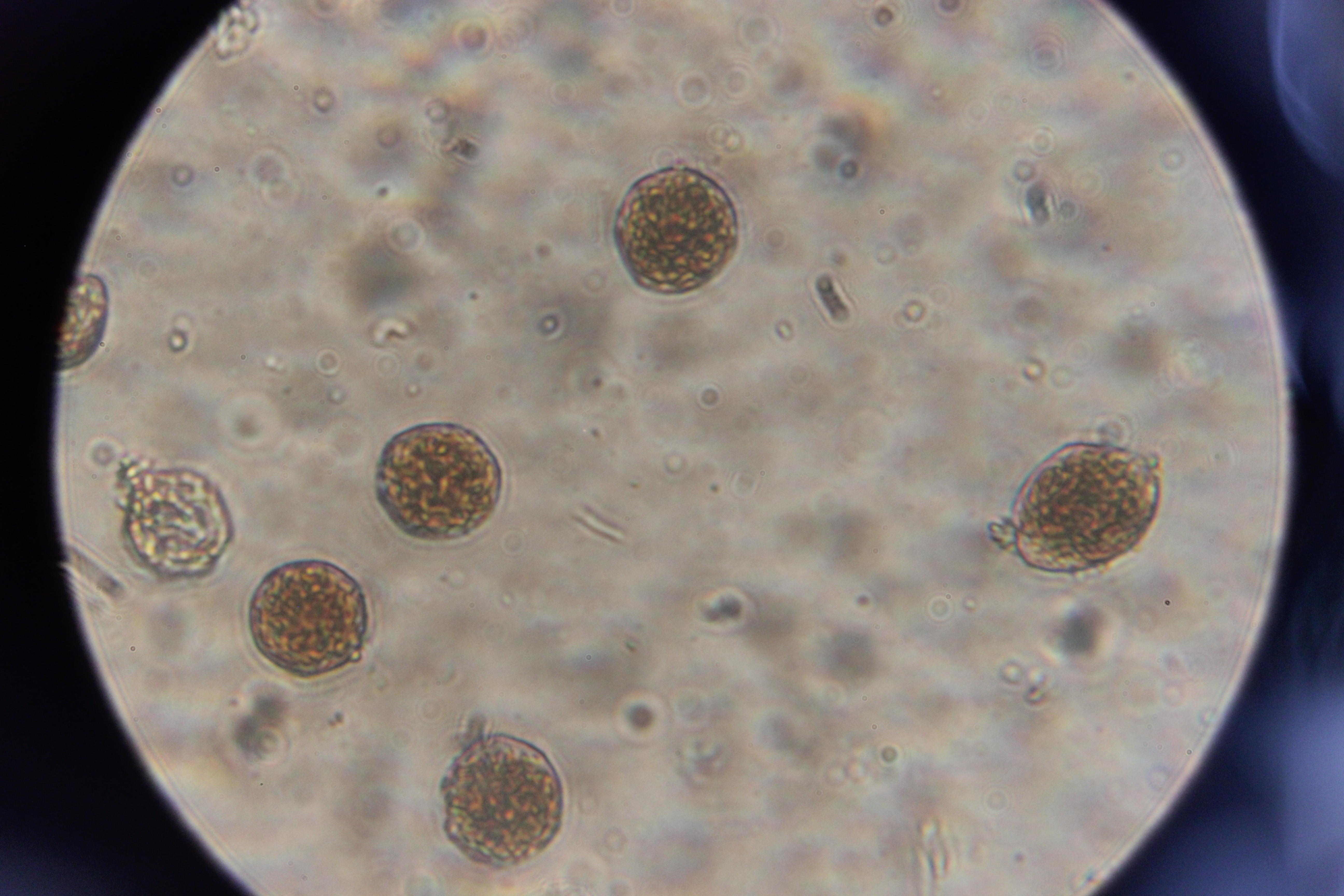
Kaneelbruine uredosporen
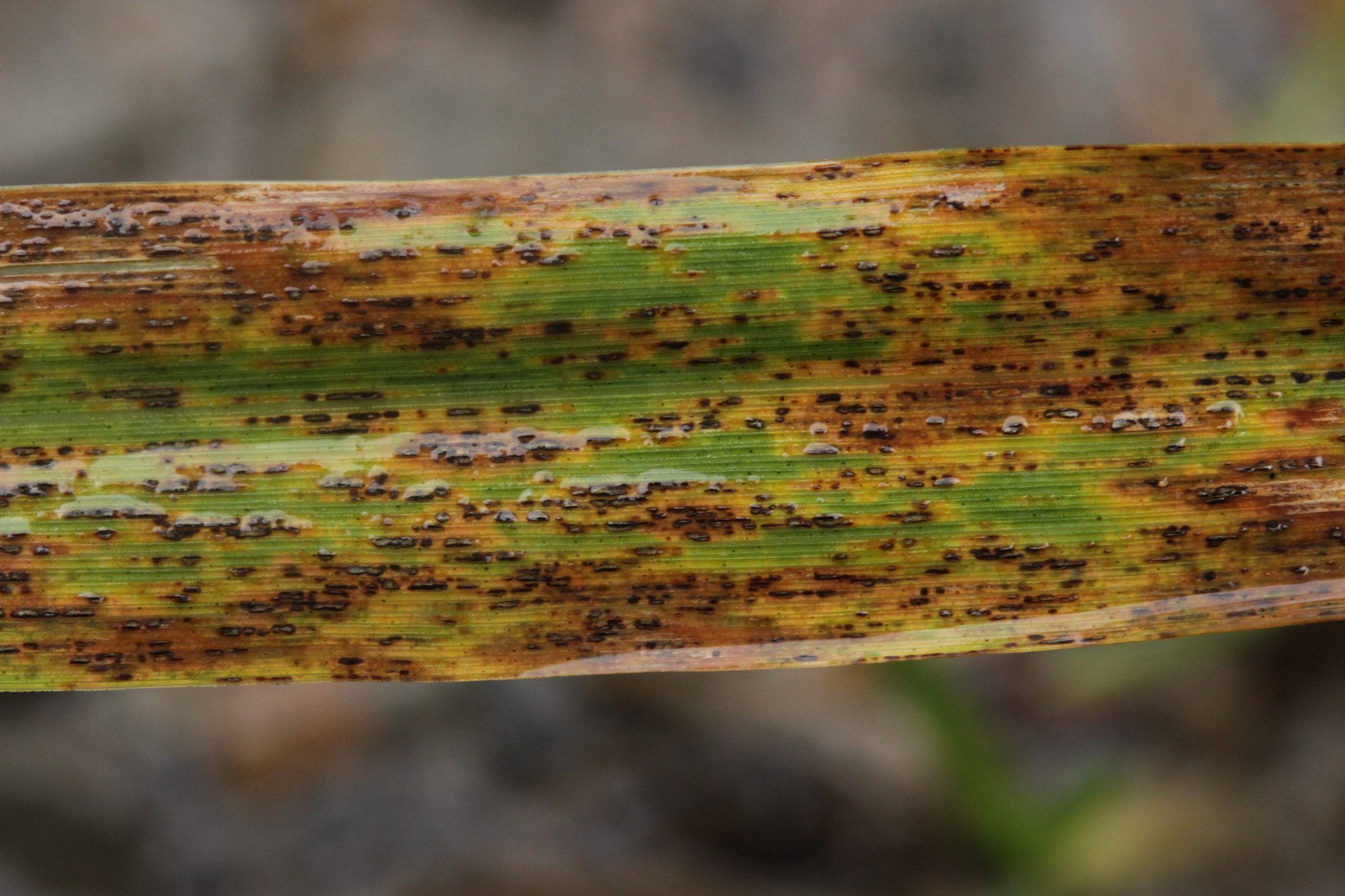
Telia
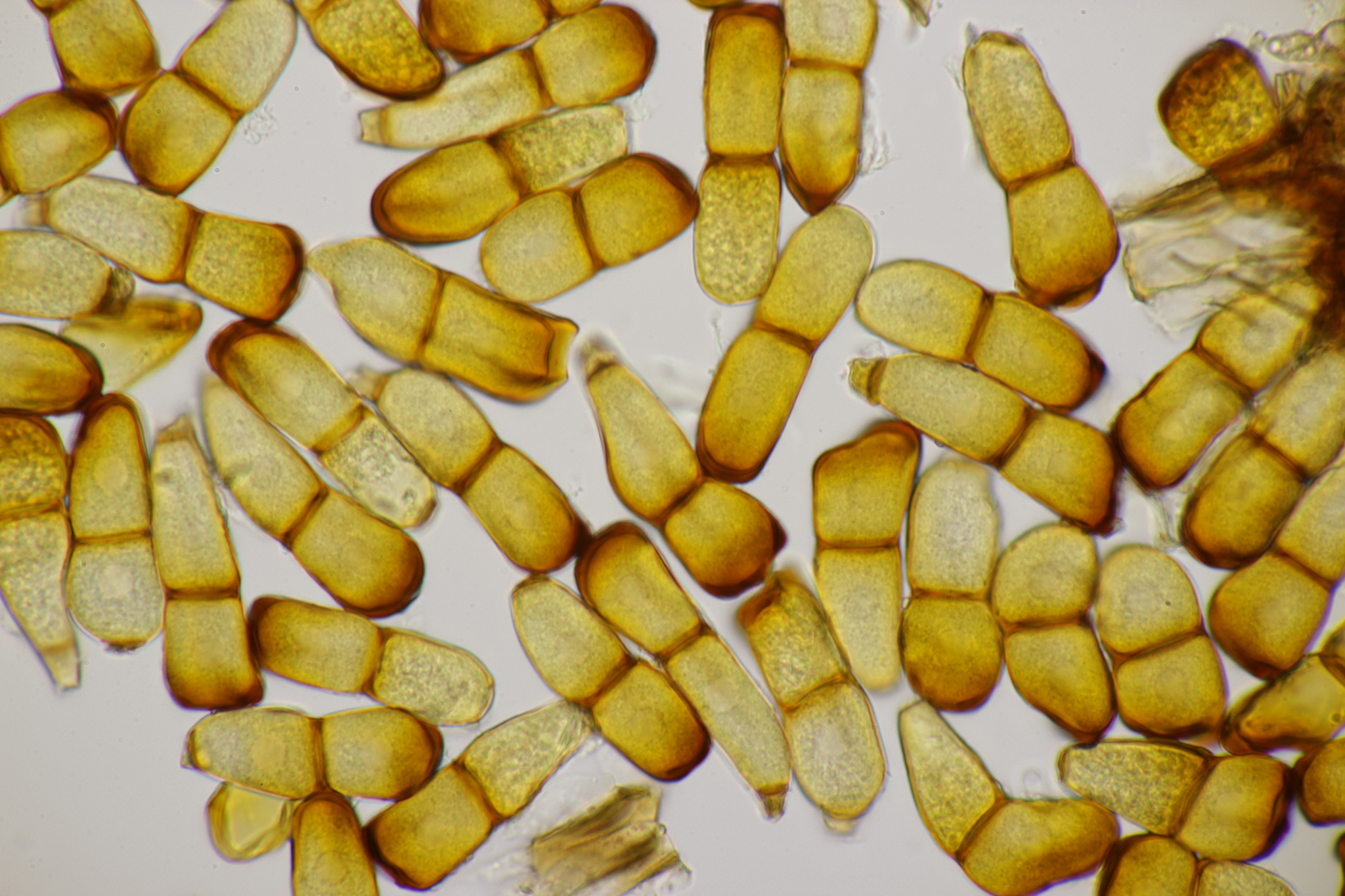
Teliosporen
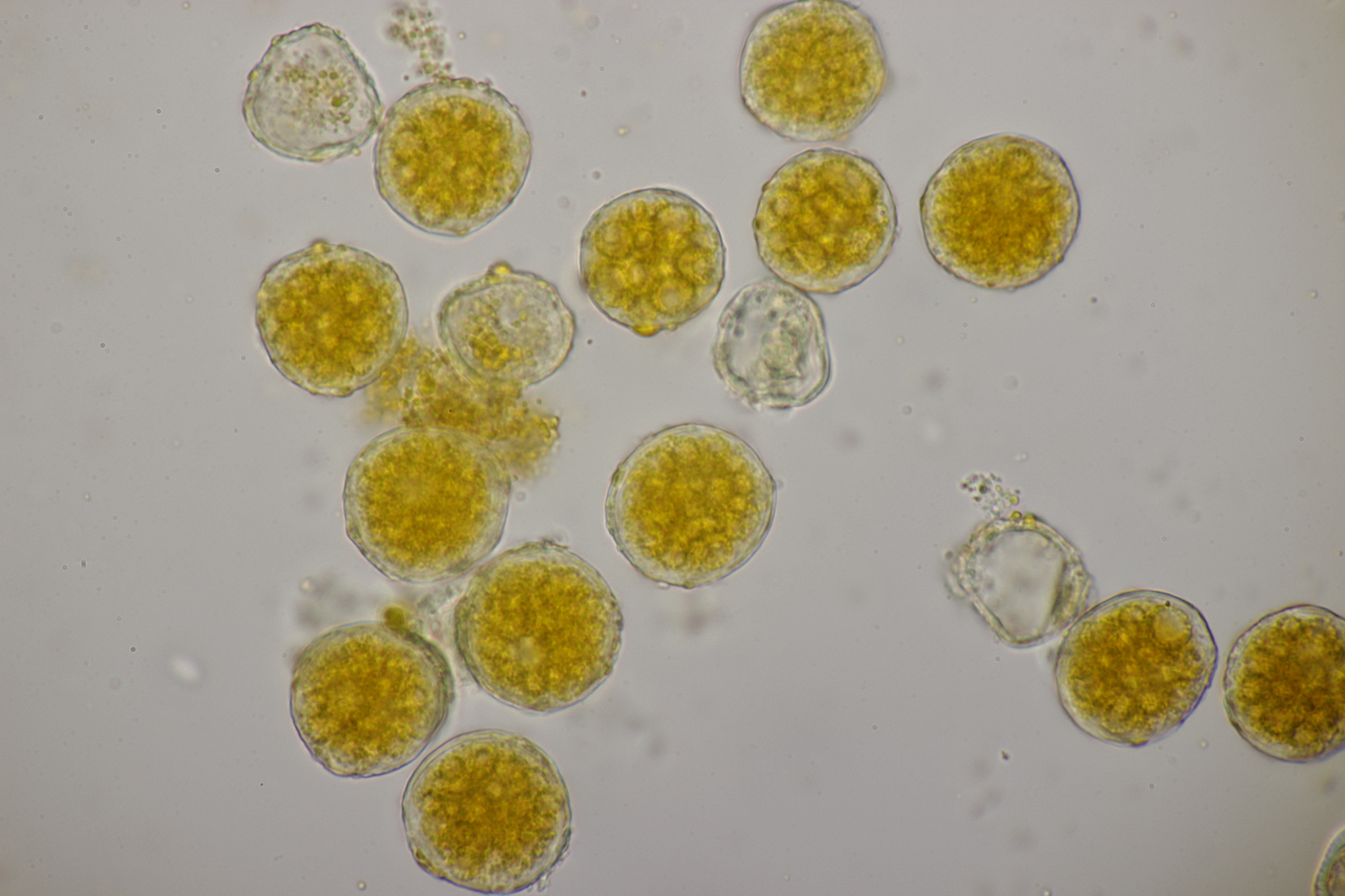
Aeciosporen
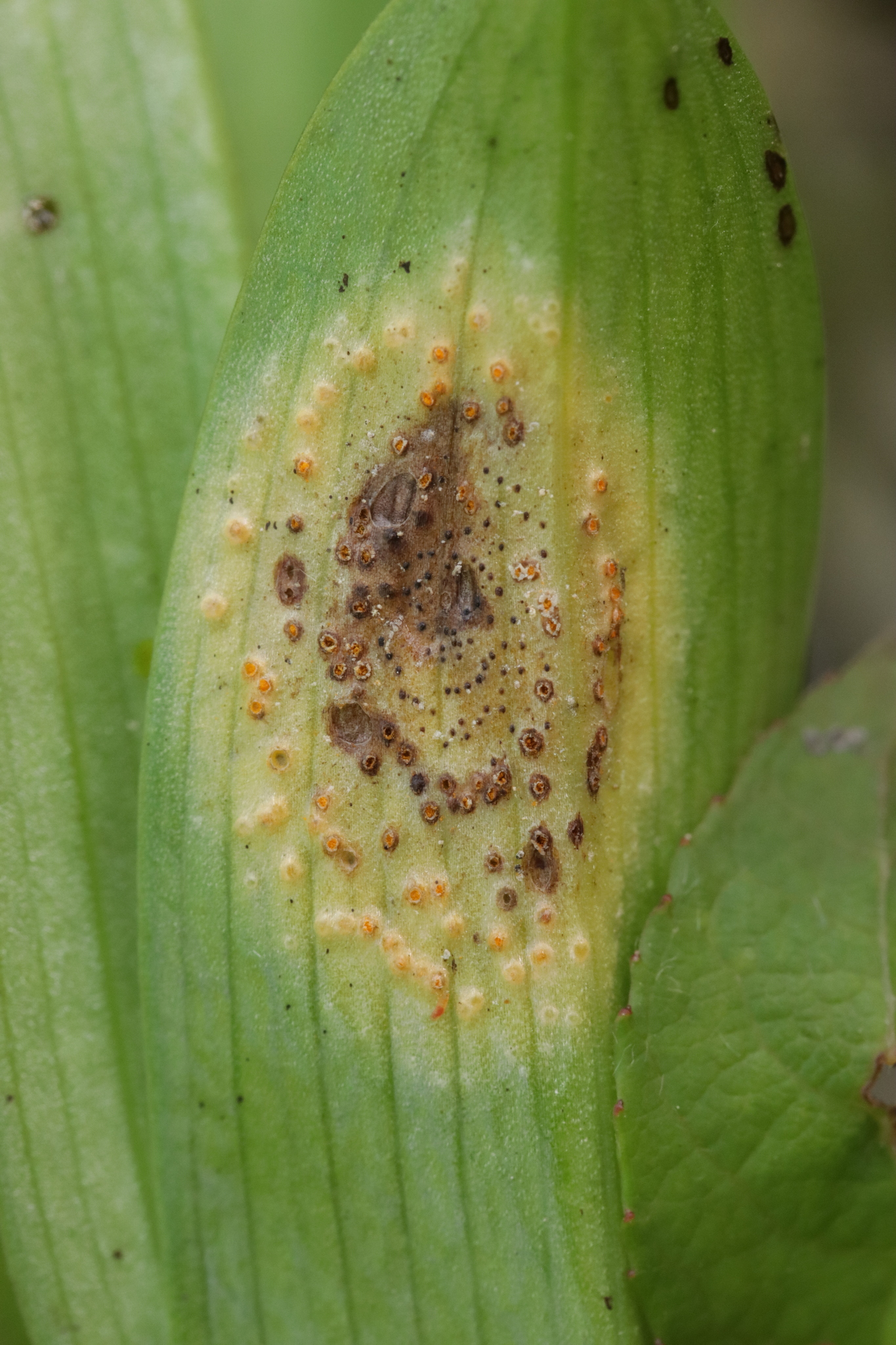
Aecia met verdroogde spermogonia
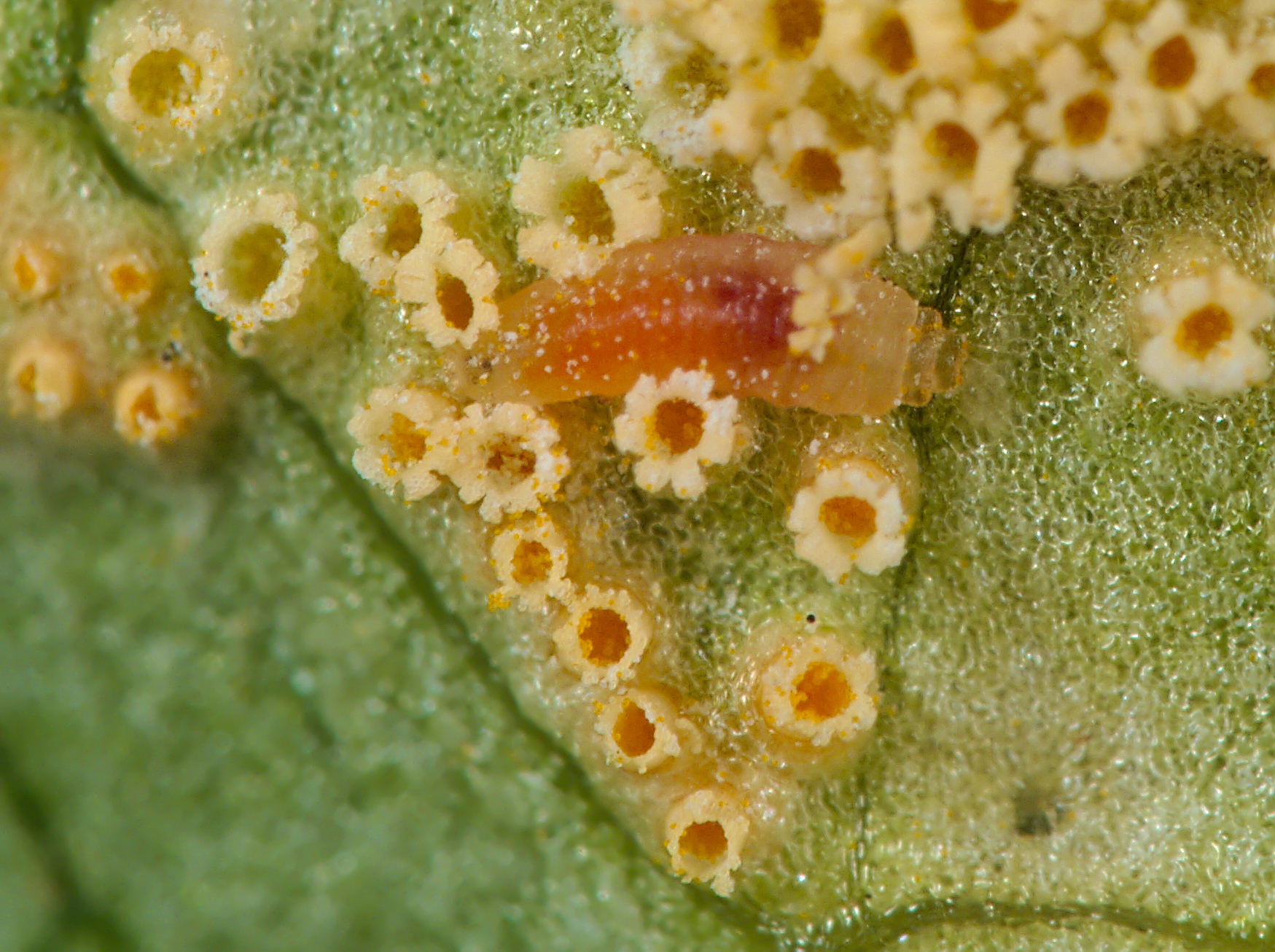
Mycodiplosis sp. larve vretend van aeciosporen
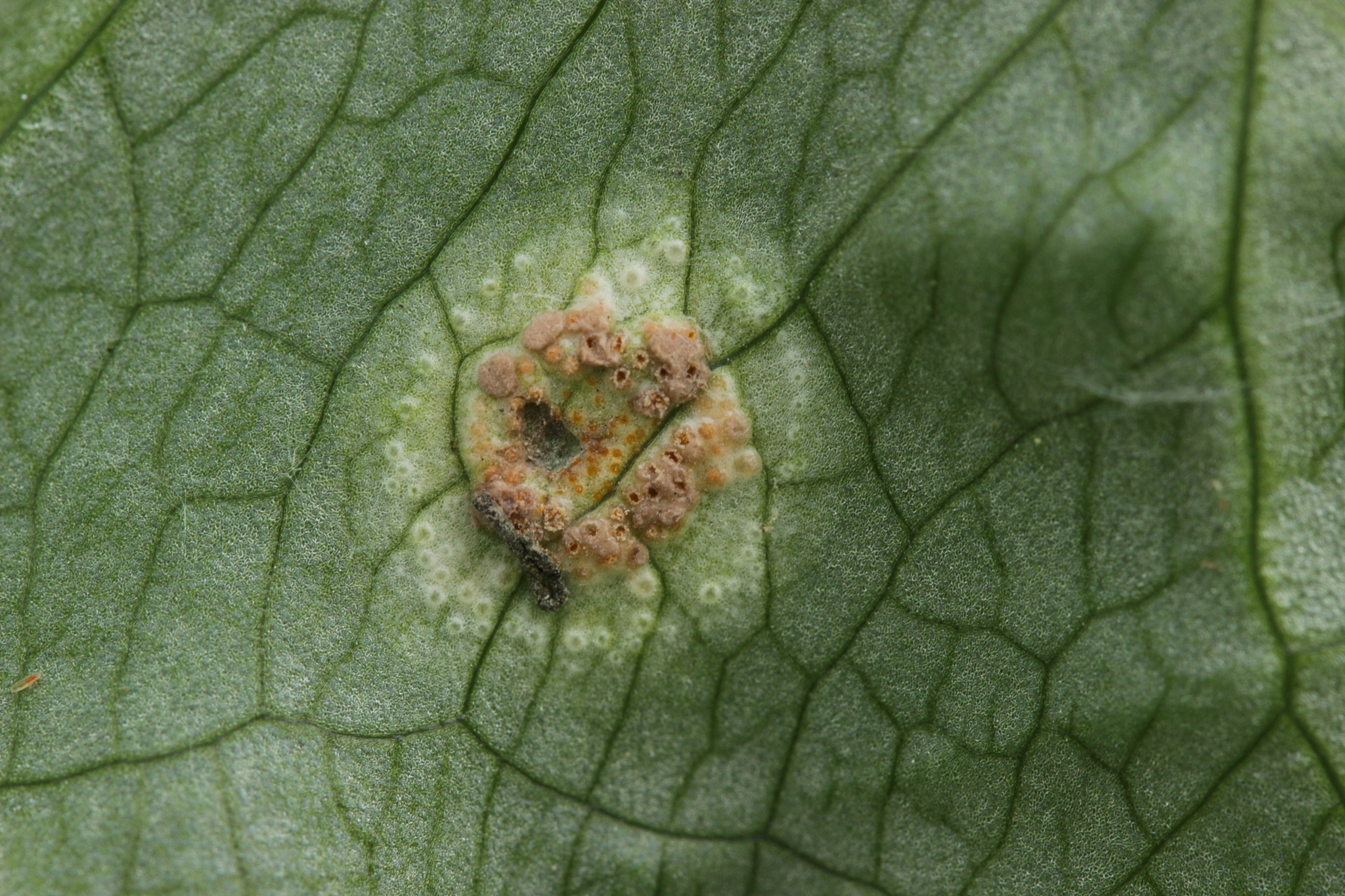
Tuberculina persicina op rietgrasroest